# Careproctus fedorovi
Careproctus fedorovi är en fiskart som beskrevs av Anatoly Petrovich Andriashev och Stein, 1998. Careproctus fedorovi ingår i släktet Careproctus och familjen Liparidae. Inga underarter finns listade.